# Кузьмин, Михаил Васильевич (старшина)
Михаи́л Васи́льевич Кузьми́н (ноябрь 1915, Красная Горбатка, Владимирская губерния — 14 января 1943, Вардё, Финнмарк) — старшина, стрелок-радист 24-го минно-торпедного авиационного полка ВВС Северного флота; член экипажа капитана, командира звена, Героя Советского Союза Андрея Андреевича Баштыркова; сержанта, штурмана, Героя Советского Союза Владимира Николаевича Гаврилова и краснофлотца, воздушного стрелка Николая Васильевича Шпунтова. Экипаж совершил огненный таран 14 января 1943 года.

## Биография
Михаил Васильевич Кузьмин родился в ноябре 1915 года в п. Красная Горбатка (ныне — административный центр Селивановского района Владимирской области).
В октябре 1936 года призван на военную службу Ковровским РВК Ивановской области. Старший воздушный стрелок-радист 5-й авиационной эскадрильи 2-го гвардейского авиационного полка, затем — 3-й авиационной эскадрильи 24-го минно-торпедного авиационного полка ВВС Северного флота. 14 января 1943 года на внешнем рейде порта Вардё (Северная Норвегия), преодолев плотный вражеский зенитный огонь, торпедоносец капитана Баштыркова метко поразил особо охраняемый транспорт противника и потопил его. При выходе из атаки сам получил повреждение, загорелся и упал в море. Экипаж в составе капитана А. А. Баштыркова, сержанта В. Н. Гаврилова (выполнявшего обязанности штурмана), воздушного стрелка-радиста старшины М. В. Кузьмина и воздушного стрелка краснофлотца Н. А. Шпунтова погиб.

### Семья
Жена — Антонина Павловна Кузьмина;
- дочь[5].

## Награды
- Медаль «За боевые заслуги» (1941[4], 22.02.1942[6])
- Орден Отечественной войны II степени (04.02.1943).

## Адреса
Красная Горбатка, ул. Свободы, д. 12.

## Память
- Фамилия М. В. Кузьмина выбита на каменных плитах мемориала в числе 898 фамилий тех, чьих могил нет на земле, — в память лётчиков, штурманов, стрелков-радистов ВВС Краснознамённого Северного флота, погибших в море в 1941—1945 годах, открытого 17 августа 1986 года на берегу Кольского залива в посёлке Сафоново (скульптор Э. И. Китайчук, архитектор В. В. Алексеев).

## Комментарии
1. ↑  В некоторых документах местом рождения указан Ленинград[2][3], по-видимому, ошибочно.